# Couladère
Couladère (okzitanisch: Coladèra) ist eine französische Gemeinde mit 413 Einwohnern (Stand: 1. Januar 2022) im Département Haute-Garonne in der Region Okzitanien (zuvor Midi-Pyrénées). Montberaud gehört zum Arrondissement Muret und zum Kanton Cazères. Die Einwohner werden Couladériens genannt. 

## Geografie
Couladère liegt etwa 52 Kilometer südsüdwestlich von Toulouse an der Garonne, die die Gemeinde im Norden begrenzt. Couladère wird umgeben von den Nachbargemeinden Cazères im Norden und Westen, Saint-Christaud im Osten sowie Saint-Michel im Süden und Südwesten.

## Bevölkerungsentwicklung
| Jahr                      | 1962 | 1968 | 1975 | 1982 | 1990 | 1999 | 2006 | 2013 | 2019 |
| Einwohner                 | 271  | 271  | 286  | 305  | 330  | 351  | 417  | 433  | 416  |
| Quelle: Cassini und INSEE |      |      |      |      |      |      |      |      |      |

## Sehenswürdigkeiten
- Kirche Saint-Vincent
- Reste der alten Kapelle